# Rolls-Royce Silver Seraph
Rolls-Royce Silver Seraph je automobil vyráběný firmou Rolls-Royce. Vůz byl vyráběn v letech 1998–2002, celkem bylo vyrobeno 1570 kusů. V březnu 2000 byla představena verze s o 25 cm delším rozvorem nazvaná Park Ward. Těchto vozů bylo vyrobeno 127.
Rolls-Royce Silver Seraph byl sesterským modelem vozu Bentley Arnage, který byl vyráběn až do roku 2009.

## Fotogalerie

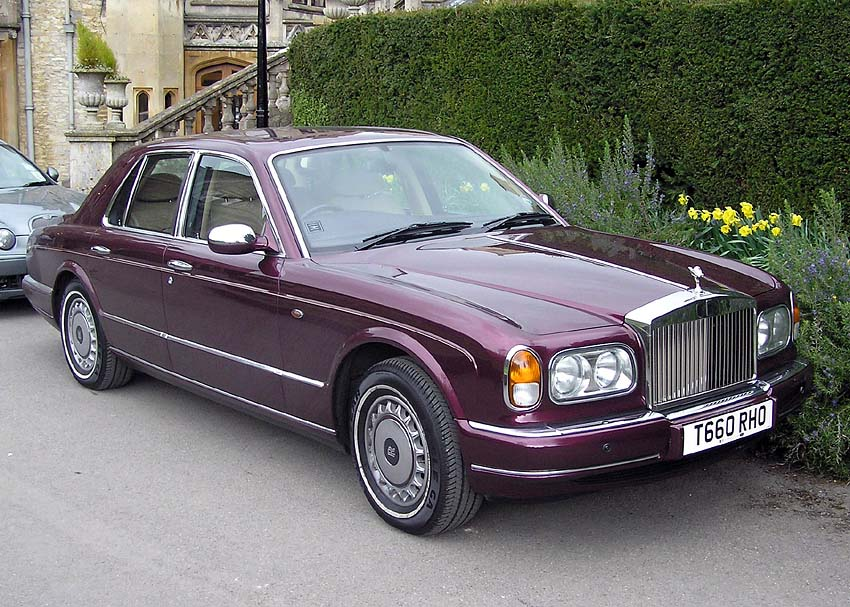
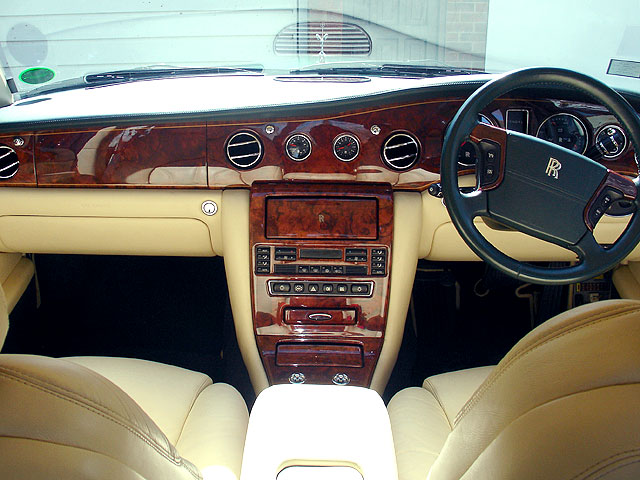
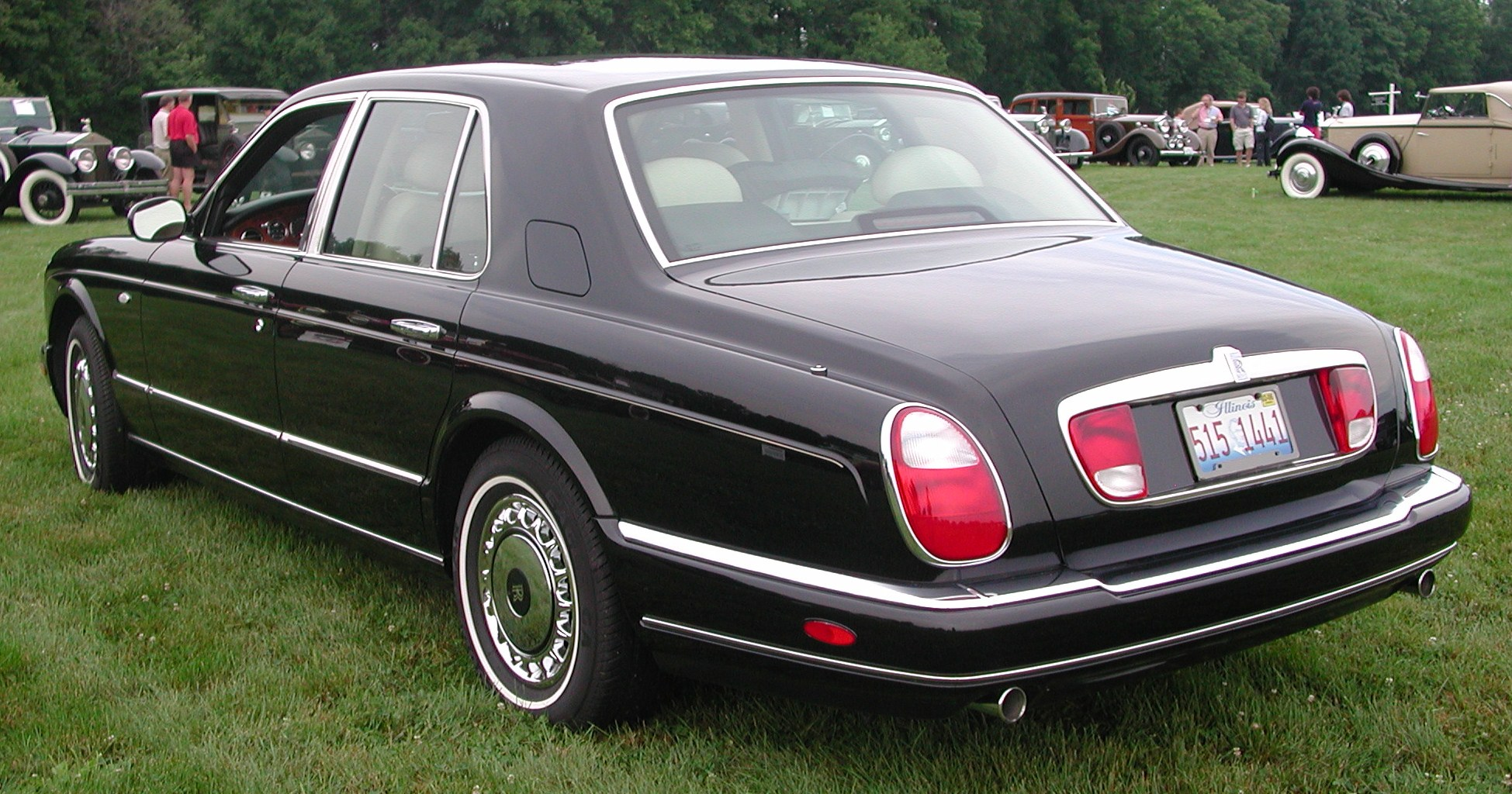

## Data
| Motor | Kapacita | Výkon  | Torque | Spotřeba      | 0-100 km/h | Vmax     | Převodové             |
| ----- | -------- | ------ | ------ | ------------- | ---------- | -------- | --------------------- |
| V12   | 5379 cm³ | 326 hp | 490 Nm | 17,4 l/100 km | 7,5 s      | 225 km/h | 5stupňová automatická |